# Areia Branca (Santos)
Areia Branca é um bairro localizado na zona noroeste da cidade de Santos. A origem de seu nome é uma referência ao solo da região, uma areia de cor muito clara. O início da ocupação se deu na década de 1950 de maneira desorganizada, resultando em ruas tortuosas e estreitas. Tem como pontos característicos o Cemitério da Areia Branca, Estradão e praças Professor Nicanor Ortiz e Júlio Dantas. Possui 2 supermercados, além de padarias, farmácias e pizzarias. Conta com mais de 7.000 habitantes.
Porém, prevê-se um grande aumento populacional nos próximos anos devido ao surgimento de condomínios verticais em terrenos em uma área do Bairro conhecida como Estradão (Avenida Manoel Ferramenta Júnior - "Sambódromo" Avenida Afonso Schdmit), suprindo a demanda da classe média por apartamentos, já que a região conhecida como Zona Leste de Santos (Praias) está saturada, não possuindo terrenos vazios para novas construções. A Zona Noroeste de Santos, com alguns terrenos livres e metro quadrado consideravelmente mais barato, é portanto, o novo eixo de crescimento populacional da cidade.
É no bairro que se encontra o futuro Centro Cultural, com quadras poliesportivas e salas que atenderão a diversas modalidades recreativas, como pintura, xadrez e dança.